# Pipewell
Pipewell är en by i Northamptonshire i England. Byn är belägen 9 km 
från Kettering. Orten har 76 invånare (2009). Byn nämndes i Domedagsboken (Domesday Book) år 1086, och kallades då Pipewelle.